# Aregin
Aregin är ett berg i Armenien.   Det ligger i provinsen Gegharkunik, i den centrala delen av landet, 80 kilometer öster om huvudstaden Jerevan. Toppen på Aregin är 2 622 meter över havet.
Terrängen runt Aregin är bergig, och sluttar norrut. Närmaste större samhälle är Vardenik, 9,7 kilometer norr om Aregin. 
Trakten runt Aregin består i huvudsak av gräsmarker. Runt Aregin är det ganska tätbefolkat, med 72 invånare per kvadratkilometer.